# Fonction de Bolzano

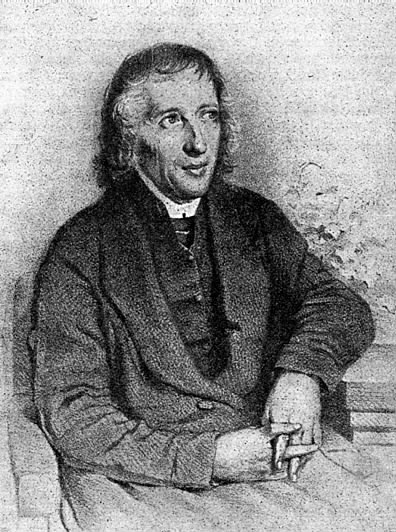
Bernard Bolzano

La fonction de Bolzano est le premier exemple historique de construction d'une fonction continue nulle part dérivable. Elle est nommée d'après son auteur Bernard Bolzano, qui l'a définie vers 1830 et l'a présenté dans son ouvrage Functionenlehre.
L'existence de fonctions continues mais nulle part dérivables était connue depuis Karl Weierstrass (lors de sa conférence devant l'Académie de Berlin en 1872) mais restait une étrangeté. L'exemple de la fonction de Weierstrass a été publié par Paul Du Bois-Reymond en 1875. Bernhard Riemann présente également  un autre exemple en 1861 dans ses conférences et depuis, beaucoup ont été construits.

## Définition
La fonction de Bolzano est définie comme la limite d'une suite de fonctions. De plus, on peut choisir le domaine de définition et l'ensemble d'images comme des intervalles fermés arbitraires de nombres réels.
Soit donc [a, b] l'intervalle de définition et [A, B] l'intervalle image.

Transformation linéaire par morceaux d'un segment entre et (version ascendante)

La première fonction B0 sera la fonction affine telle que {\displaystyle B_{0}(a)=A\,,\,B_{0}(b)=B}, soit:
{\displaystyle B_{0}(x):=A+{\frac {B-A}{b-a}}(x-a)}
B1 est une fonction linéaire par morceaux, chaque morceau étant défini sur quatre sous-intervalles de même taille comme suit :
1. {\displaystyle B_{1}(a)=A}
2. {\displaystyle B_{1}\left(a+{\frac {3}{8}}(b-a)\right)=A+{\frac {5}{8}}(B-A)}
3. {\displaystyle B_{1}\left({\frac {1}{2}}(a+b)\right)=A+{\frac {1}{2}}(B-A)}
4. {\displaystyle B_{1}\left(a+{\frac {7}{8}}(b-a)\right)=B+{\frac {1}{8}}(B-A)}
5. {\displaystyle B_{1}(b)=B}

B2 sera ainsi également linéaire par morceaux, chaque morceau linéaire subissant la transformation analogue à celle appliquée à B0 pour définir B1.
On définit alors par récurrence la suite de fonctions Bk
La fonction B de Bolzano est la limite de cette suite en chaque point de l'intervalle [a,b] :
{\displaystyle \forall x\in [a,b],\,B(x)=\lim _{k\rightarrow +\infty }B_{k}(x).}

## Référence
- (de) Cet article est partiellement ou en totalité issu de l’article de Wikipédia en allemand intitulé « Bolzanofunktion » (voir la liste des auteurs).
- (en) Johan Thim, Continuous Nowhere Differentiable Functions, Université de technologie de Luleå, décembre 2003 (lire en ligne)  — Une thèse. Étude complète de l'histoire des fonctions continues nulle part dérivables.